# Campeonato Europeu de Ginástica Artística de 1957
O Campeonato Europeu de Ginástica Artística de 1957 teve suas competições femininas realizadas em Bucareste, Romênia, e as masculinas, em separado, na cidade de Paris, França.

## Eventos
- Individual geral masculino
- Solo masculino
- Barra fixa
- Barras paralelas
- Cavalo com alças
- Argolas
- Salto sobre a mesa masculino
- Individual geral feminino
- Trave
- Solo feminino
- Barras assimétricas
- Salto sobre a mesa feminino

## Medalhistas
| Evento              | Ouro                                | Prata                         | Bronze                     |
| Masculino           |                                     |                               |                            |
| Individual geral    | ESP Joaquim Blume                   | URS Yuri Titov                | SUI Max Benker             |
| Solo                | SWE Vladimir Prorok                 | GBR Nick Stuart               | FRG Herbert Schmidt        |
| Cavalo com alças    | ESP Joaquim Blume                   | SUI Max Benker                | YUG Ivan Caklec            |
| Argolas             | ESP Joaquim Blume                   | URS Yuri Titov                | FIN Kalevi Suoniemi        |
| Salto sobre a mesa  | URS Yuri Titov                      | HUN Rajmund Csanyi            | SWE William Thoresson      |
| Barras paralelas    | ESP Joaquim Blume SUI Jack Günthard | nenhum                        | SUI Max Benker             |
| Barra fixa          | SUI Jack Günthard                   | ESP Joaquim Blume             | URS Yuri Titov             |
| Feminino            |                                     |                               |                            |
| Individual geral    | URS Larissa Latynina (38.465)       | ROU Elena Teodorescu (37.798) | ROU Sonia Iovan (37.599)   |
| Salto sobre a mesa  | URS Larissa Latynina (19,299)       | URS Tamara Manina (18.933)    | ROU Sonia Iovan (18,733)   |
| Barras assimétricas | URS Larissa Latynina (19,466)       | ROU Elena Teodorescu (19,232) | TCH Eva Bosáková (19,066)  |
| Trave               | URS Larissa Latynina (19,000)       | ROU Sonia Iovan (18,999)      | URS Tamara Manina (18,733) |
| Solo                | URS Larissa Latynina (19,332)       | ROU Elena Teodorescu (19,266) | TCH Eva Bosáková (19,199)  |

## Quadro de medalhas
| Ordem | País               | Medalha de ouro | Medalha de prata | Medalha de bronze |    |
| ----- | ------------------ | --------------- | ---------------- | ----------------- | -- |
| 1     | União Soviética    | 6               | 3                | 2                 | 11 |
| 2     | Espanha            | 4               | 1                |                   | 5  |
| 3     | Suíça              | 2               | 1                | 2                 | 5  |
| 4     | Suécia             | 1               |                  | 1                 | 2  |
| 5     | Roménia            |                 | 4                | 2                 | 6  |
| 6     | Grã-Bretanha       |                 | 1                |                   | 1  |
| 6     | Hungria            |                 | 1                |                   | 1  |
| 8     | Checoslováquia     |                 |                  | 2                 | 2  |
| 9     | Alemanha Ocidental |                 |                  | 1                 | 1  |
| 9     | Finlândia          |                 |                  | 1                 | 1  |
| 9     | Iugoslávia         |                 |                  | 1                 | 1  |
| TOTAL | TOTAL              | 13              | 11               | 12                | 36 |